# Grand Prix Łotwy na żużlu
Grand Prix Łotwy w sporcie żużlowym to zawody z cyklu żużlowego Grand Prix.
Pierwszy raz o Wielką Nagrodę Łotwy żużlowcy walczyli w 2006 roku. Turniej ten pojawił się w kalendarzu w wyniku zwiększenia liczby eliminacji z dziewięciu do dziesięciu.

## Podium
| Sezon | Nr tur.         | Miejsce       | Stadion                                      |                    |                  |                 |
| 2006  | 1 (88) wyniki   | Dyneburg      | Spīdveja centrs                              | Greg Hancock       | Antonio Lindbäck | Nicki Pedersen  |
| 2007  | 2 (97) wyniki   | Dyneburg      | Spīdveja centrs                              | Leigh Adams        | Nicki Pedersen   | Tomasz Gollob   |
| 2008  | 3 (108) wyniki  | Dyneburg      | Spīdveja centrs                              | Jason Crump        | Nicki Pedersen   | Tomasz Gollob   |
| 2009  | 4 (117) wyniki  | Dyneburg      | Spīdveja centrs                              | Greg Hancock       | Kenneth Bjerre   | Tomasz Gollob   |
| 2013  | 5 (165) wyniki  | Dyneburg      | Spīdveja centrs                              | Greg Hancock       | Darcy Ward       | Tai Woffinden   |
| 2014  | 6 (176) wyniki  | Ryga Dyneburg | Biķernieku spīdveja stadions Spīdveja centrs | Krzysztof Kasprzak | Nicki Pedersen   | Greg Hancock    |
| 2015  | 7 (185) wyniki  | Dyneburg      | Spīdveja centrs                              | Maciej Janowski    | Nicki Pedersen   | Troy Batchelor  |
| 2017  | 8 (206) wyniki  | Dyneburg      | Spīdveja centrs                              | Piotr Pawlicki     | Patryk Dudek     | Maciej Janowski |
| 2023  | 9 (271) wyniki  | Ryga          | Biķernieku spīdveja stadions                 | Bartosz Zmarzlik   | Fredrik Lindgren | Martin Vaculík  |
| 2024  | 10 (283) wyniki | Ryga          | Biķernieku spīdveja stadions                 | Bartosz Zmarzlik   | Fredrik Lindgren | Daniel Bewley   |

- Zwycięzcy

3x - Greg Hancock

2x - Bartosz Zmarzlik

1x - Leigh Adams, Jason Crump, Krzysztof Kasprzak, Maciej Janowski, Piotr Pawlicki
- Finaliści

6x - Nicki Pedersen

5x - Greg Hancock

3x - Tomasz Gollob

2x - Jason Crump, Kenneth Bjerre, Maciej Janowski, Bartosz Zmarzlik, Fredrik Lindgren, Tai Woffinden

1x - Leigh Adams, Andreas Jonsson, Antonio Lindbäck, Scott Nicholls, Darcy Ward, Krzysztof Kasprzak, Troy Batchelor, Patryk Dudek, Piotr Pawlicki, Jason Doyle, Martin Vaculík, Daniel Bewley, Max Fricke